# Hoya bordenii
Hoya bordenii är en oleanderväxtart som beskrevs av Rudolf Schlechter. Hoya bordenii ingår i släktet Hoya och familjen oleanderväxter. Inga underarter finns listade i Catalogue of Life.